# James Marcia
James E. Marcia (nascut el 10 de febrer de 1937) és un psicòleg clínic i del desenvolupament. Va ensenyar a la Universitat Simon Fraser de la Colúmbia Britànica, Canadà ia la Universitat Estatal de Nova York a Buffalo al nord de l'estat de Nova York.
També és actiu en la pràctica clínica privada, la supervisió de la psicologia clínica, la consulta a la comunitat i la recerca i la docència internacionals de desenvolupament clínic.

## Primera vida i educació
Marcia va néixer en una família de classe mitjana el 10 de febrer de 1937 a Cleveland, Ohio, i va passar la seva infància a Columbus, Ohio. Va créixer practicant tennis, teatre, parla i música. Marcia va explorar diferents assignatures, com ara història, anglès i filosofia, i es va graduar el 1959 amb una llicenciatura en psicologia per la Universitat de Wittenberg a Springfield, Ohio. També va rebre un màster i un doctorat el 1965 a la Universitat Estatal d'Ohio en psicologia clínica.
Marcia va començar la seva carrera professional l'any 1965 com a professora i directora de la clínica de psicologia de la Universitat de Buffalo. El 1972 va començar a treballar a la Universitat Simon Fraser on va ensenyar durant 30 anys abans de jubilar-se. A la Universitat Simon Fraser, va establir el seu primer centre de psicologia clínica, oferint oportunitats de formació i supervisió per als estudiants de postgrau, així com serveis clínics al públic. Tot i que la investigació, l'ensenyament i la psicologia comunitària van ser compromisos importants, també va assistir a l'Escola de Música de la Universitat de Colúmbia Britànica des del 1995 fins al 1998 per a la interpretació al trombó. Després de la seva jubilació, la Dra. Marcia continua mantenint una pràctica clínica privada. Ha continuat amb la música, tocant el baix i el trombó tenor amb orquestres simfòniques i bandes de Vancouver.

## Estat d'identitat de l'ego
James Marcia és potser més conegut per la seva extensa investigació i escrits sobre desenvolupament psicològic, amb una atenció específica centrada en el desenvolupament psicosocial dels adolescents i el desenvolupament de la identitat de la vida. Erik H. Erikson havia suggerit que el conflicte normatiu que es produeix a l'adolescència és l'oposició entre l'assoliment de la identitat i la confusió de rols, que és la cinquena etapa del desenvolupament psicosocial d'Erikson. Marcia va elaborar la proposta d'Erikson en una cita clàssica suggerint que aquesta etapa no consisteix ni en la resolució de la identitat ni en la confusió d'identitat com afirmava Erikson, sinó que s'entén millor com la mesura en què s'ha explorat i compromès amb una identitat en una varietat de àmbits de la vida com la política, l'ocupació, la religió, les relacions íntimes, les amistats i els rols de gènere. "Dos àmbits crucials en els quals l'adolescent ha d'assumir aquests compromisos són la ideologia i l'ocupació".
La seva teoria de l'assoliment de la identitat afirma que hi ha dues parts diferents que contribueixen a l'assoliment de la identitat adolescent: un moment d'elecció o crisi i un compromís. Va definir una crisi com un moment de trastorn en què s'estan reexaminant vells valors o eleccions i s'exploren noves alternatives: "moments durant l'adolescència en què l'individu sembla participar activament en l'elecció d'ocupacions i creences alternatives". Tant l'exploració com el compromís són els dos processos que contribueixen a les diferències de resultat durant una crisi d'identitat. És a dir, si (en quina mesura) s'explora alternatives identitàries i si es compromet o no amb les alternatives escollides.

## Els quatre estats d'identitat
Marcia va desenvolupar la Entrevista d'Estatus de l'Identitat, un mètode d'entrevista semiestructurada per a la investigació de la identitat psicològica, que investiga l'abast d'exploració i compromís d'un individu en diferents àrees de la vida. L'avaluació del material proporcionat en aquesta entrevista mitjançant un manual de puntuació elaborat per Marcia i els seus col·legues produeix quatre possibles resultats.
Els quatre estats d'identitat que va distingir van ser: tancament prematur, difusió de la identitat, moratòria i assoliment de la identitat.

### Tancament prematur
La condició de tancament prematur es dona quan es pren un compromís sense haver explorat altres alternatives. Sovint, aquests compromisos es basen en les idees i creences dels pares, que s'accepten sense cap mena de qüestionament. Com va expressar el mateix Marcia: "l'individu que està a punt de convertir-se en un agricultor metodista i republicà, com ho és el seu pare agricultor metodista i republicà, sense haver-hi reflexionat gaire o gens, difícilment pot afirmar que ha 'aconseguit' una identitat pròpia, malgrat haver pres un compromís".
Els adolescents poden acceptar aquesta identitat heretada voluntàriament o sota pressió. El cas de la "identitat negativa" es dona quan els adolescents adopten una identitat que s'oposa directament a la que se'ls ha imposat. Marcia creia que el suport als valors autoritaris per part dels que es troben en situació de tancament prematur és coherent amb la idea que esdevenen una mena d’alter ego dels seus pares. Marcia va destacar que, un cop s'ha experimentat una crisi d'identitat, ja no és possible tornar a l'estat de tancament prematur.

### Difusió de la identitat
Els adolescents que lluiten amb el desenvolupament de la identitat poden evitar l'exploració i els compromisos, el que els porta a la difusió de la identitat. Aquest estatus de identitat, el menys madur, indica una manca d'exploració i de compromisos en àrees vitals importants. Aquest estat, sovint acompanyat de por existencial i confusió (crisi d'identitat), pot resultar en aïllament social.
Marcia va suggerir que les persones amb difusió identitària "no experimenten molta ansietat perquè hi ha poc en què s'inverteixen. A mesura que comencen a preocupar-se més... passen a l'estatus de moratòria, o es tornen tan pertorbades que se'ls diagnostica esquizofrènia"; o poden acabar adoptant un paper identitari negatiu i autodestructiu.

### Moratòria
El moratòrium d'identitat és l'estatus dels individus que es troben enmig d'una crisi, amb compromisos absents o només vagament definits, però que estan explorant alternatives de manera activa. Marcia assenyala que "els individus en moratòrium... informen de sentir més ansietat que els estudiants en qualsevol altre estatus... El món, per a ells, no és actualment un lloc molt previsible; estan profundament immersos en una lluita per fer que ho sigui".
Malgrat aquesta ansietat, la tendència postmoderna ha estat que més persones passin més temps en l'estatus, un fenomen que Gail Sheehy va anomenar edat adulta provisional. De la mateixa manera, l'Edat Adulta Emergent de Jeffrey Arnett té, com a faceta principal, l'exploració de la identitat, que comparteix molts atributs amb la moratòria de la identitat.

### Assoliment de la identitat
Un cop s'ha viscut i superat una crisi, ha considerat Marcia, "una progressió probable seria des de la difusió a través de la moratòria fins a l'assoliment de la identitat". Aquest últim és, per tant, l'estatus dels individus que normalment han viscut una crisi, s'han sotmès a exploracions identitàries i han assumit compromisos. Marcia va trobar algunes proves que recolzen la seva "descripció teòrica dels estudiants que han assolit una identitat com que han desenvolupat un lloc d'autodefinició intern, en lloc d'extern".

## Canvis d'estat d'identitat
Al llarg de l'estat d'identitat del cicle de vida, es produiran canvis. Quan es produeix un canvi d'estat d'identitat (al final de l'adolescència i l'edat adulta jove), el canvi és més del doble de probabilitats de ser progressiu que no pas regressiu. El canvi d'estat longitudinal és més sovint una transició de la moratòria a l'assoliment de la identitat.
Les transicions sovint són inspirades per un desequilibri en la identitat. Marcia descriu com es produeix el canvi d'estatus en relació amb aquest desequilibri. La crisi d'identitat es manifesta en les etapes posteriors del cicle vital adult i en diversos esdeveniments de la vida. Depenent de la persona, esdeveniments com la mort d'un ésser estimat, la pèrdua d'una feina, un trasllat, etc., poden causar desequilibri. No obstant això, això només és cert quan l'individu ha construït alguna forma d'identitat. Els individus amb difusió estan estancats; no han fet cap esforç per construir una identitat i, per tant, no tenen cap identitat a reformar. En el cas dels tancaments, molts triaran viure en un entorn similar a les seves experiències d'infància per tal de romandre inalterats. Quan el desequilibri es produeix en la vida dels tancaments, els efectes poden ser especialment devastadors.
Quan es produeix el desequilibri s'inicia un període de reconstrucció. Aquests períodes de reconstrucció s'anomenen cicles moratòria-assoliment-moratòria-assoliment (MAMA). En la vida de cada persona, hi ha un mínim de tres cicles de MAMA, corresponents a les tres etapes psicosocials restants. Durant la reconstrucció, una persona pot retrocedir a un estat d'identitat anterior. És crucial que els constructes antics caiguin perquè es puguin construir de nous que englobin més la identitat de la persona. En el procés de reconstrucció, encara hi ha continuïtat amb la identitat anterior, però, la construcció més nova s'amplia per incloure noves experiències vitals i compromisos.

## Aplicabilitat i crítica
Tot i que Marcia es va centrar principalment en els últims anys de l'adolescència, la seva teoria és aplicable a l'edat adulta posterior, quan les crisis d'identitat poden tornar a ocórrer. Un estudi, que va explorar les correlacions entre els estats d'identitat del model de Marcia i els comportaments socials, es va centrar en adults joves d'edats compreses entre els 19 i els 35 anys. L'estat d'identitat de les persones no es limita específicament a un grup d'edat. Les persones poden explorar elements vinculats a les seves identitats al llarg de la vida, com ara la fe, la ideologia i la preferència ocupacional, per citar-ne alguns.
L'ús de l'enfocament de l'entrevista semiestructurada de Marcia permet adaptar la recerca de manera flexible a les diferents cultures. Hi ha hagut una bona quantitat de validació intercultural dels estats d'identitat.
No obstant això, la investigació crítica ha suggerit que "(a) Els quatre estats no operen en una seqüència de desenvolupament... (b) l'exploració conscient no és necessària per a l'assoliment de la identitat i sovint no es produeix, i (c) nombrosos estudis realitzats en suport. dels estatus se centren menys en qüestions de desenvolupament i més en qüestions de classificació (Cote 2006).